# Sean Cunningham
Sean Cunningham (Troy, Míchigan, el 24 de enero de 1993) es un futbolista estadounidense. Juega de lateral o defensor y su equipo actual es el Stabæk de la Tippeligaen noruega, a préstamo del Molde FK.

## Trayectoria
Cunningham llegó al Molde en 2011, junto a su compatriota Joshua Gatt. En 2011 jugó solo tres partidos con el club por la Copa de Noruega, y antes de comenzar la temporada 2012 fue enviado a préstamo al Stabæk hasta finale de 2012 para que pueda adquirir más experiencia.

## Clubes
| Club                | País    | Año           |
| ------------------- | ------- | ------------- |
| Molde               | Noruega | 2011-presente |
| Stabæk (a préstamo) | Noruega | 2012-presente |

## Selección nacional
Cunningham aún no ha sido convocado a la selección mayor de Estados Unidos, pero si jugó un partido amistoso con la selección sub-20 de ese país el 17 de mayo de 2011 ante Francia.

## Estadísticas
Actualizado el 29 de octubre de 2012.
| Molde · Noruega                 | 1ª            | 2011          | 0  | 0 | 3 | 0 | 0 | 0 | 3  | 0 |
| Molde · Noruega                 | Total club    | Total club    | 0  | 0 | 3 | 0 | 0 | 0 | 3  | 0 |
| Stabæk · (a préstamo) · Noruega | 1ª            | 2012          | 18 | 0 | 2 | 0 | 0 | 0 | 20 | 0 |
| Stabæk · (a préstamo) · Noruega | Total club    | Total club    | 18 | 0 | 2 | 0 | 0 | 0 | 20 | 0 |
| Total carrera                   | Total carrera | Total carrera | 18 | 0 | 5 | 0 | 0 | 0 | 23 | 0 |
| (1)Copa de Noruega (2011, 2012) |               |               |    |   |   |   |   |   |    |   |